# Siamo donne (film)
Siamo donne è un film collettivo italiano del 1953.
Il film è diviso in cinque parti: la prima è un prologo, mentre le successive quattro raccontano particolari episodi della vita di quattro attrici famose, Alida Valli, Ingrid Bergman, Isa Miranda e Anna Magnani, viste come donne comuni piuttosto che come star del cinema.

## Episodi

### 4 attrici, 1 speranza
- Regia: Alfredo Guarini

Il primo episodio è la cronaca di un concorso per aspiranti attrici e descrive le ansie, le speranze e le delusioni delle ragazze che vi partecipano. Usciranno vincitrici del concorso Anna Amendola ed Emma Danieli.

### Alida Valli
- Regia: Gianni Franciolini
- Sceneggiatura: Cesare Zavattini
- Fotografia: Enzo Serafin

Il secondo episodio ha per protagonista Alida Valli. Invitata alla festa di fidanzamento della sua cameriera, in un primo momento pensa di accettare, per non dare un dispiacere a quest'ultima.  Lo stesso giorno però dovrebbe partecipare a un'altra cerimonia, con personaggi noti e importanti. Decide quindi di non mancare a quest'evento, anteponendo la carriera a quelli che sono i suoi veri desideri. A metà serata, annoiata dalla solita gente, al solito noioso ambiente, decide di andarsene, ancora in tempo per essere presente alla festa di fidanzamento che si sta tenendo in casa della cameriera. Qui è accolta come una vera diva da tutti i parenti e amici della coppia di fidanzati: tutti la apprezzano e la guardano ammirati. Il fidanzato chiede gentilmente all'attrice di ballare, e questa si ritrova standogli accanto a desiderare una vita come quella di quella gente, semplice e serena, e soprattutto a desiderare un ragazzo così, innamorato, gentile e umile, essendo tutto ciò estraneo alla vita che lei conduce. Si ritrova quindi a tentare di far innamorare di sé il fidanzato, ma quando nota lo sguardo della sua cameriera, che aveva intuito qualcosa nel loro modo di guardarsi, si vergogna terribilmente di sé, di ciò che ha pensato e della sua cattiveria, decidendo infine di salutare e ringraziare tutti per l'accoglienza e lasciare la festa.

### Ingrid Bergman
- Regia: Roberto Rossellini
- Sceneggiatura: Luigi Chiarini, Roberto Rossellini, Cesare Zavattini
- Fotografia: Otello Martelli

Protagonista del terzo episodio, più ironico del precedente, è Ingrid Bergman. Racconta le preoccupazioni della donna riguardo al suo giardino, ricco di alberi e piante da lei ben curati, e più in particolare riguardo alle sue rose, alle quali tiene moltissimo. Infatti il suo roseto è minacciato da un gallo, che più di una volta lo ha distrutto. L'animale appartiene a una donna, la ex proprietaria della casa momentaneamente ancora ospite nella ormai ex casa, con la quale la protagonista è costretta a condividere casa e giardino in una convivenza che pare prolungarsi molto più di quanto accordato. 
La storia continua con i tentativi della donna per catturare il pennuto, legarlo, finché, presentatasi l'occasione, lo tiene chiuso per un po' dentro un armadio, pensando a una soluzione. La prigionia dura poco, perché arriva la padrona del gallo, che, disperata per averlo perso, subito dà la responsabilità alla protagonista. Dopo questo episodio nei confronti del suo amato gallo, la padrona ne ha abbastanza e decide indignata di abbandonare finalmente la casa.

### Isa Miranda
- Regia: Luigi Zampa
- Sceneggiatura: Luigi Chiarini, Giorgio Prosperi, Luigi Zampa, Cesare Zavattini
- Fotografia: Domenico Scala

La protagonista del quarto episodio è Isa Miranda. Per dedicarsi al suo lavoro ha sacrificato gli affetti, ha messo da parte il desiderio di formare una famiglia e di avere dei figli. 
Per caso si ritrova a doversi prendere cura di un bambino, incontrato per strada, ferito a un braccio da un'esplosione di carburo mentre giocava. Conduce questo all'ospedale per le cure, poi lo accompagna a casa sua, dove può conoscere le sue due sorelline e il fratellino. I bambini sono soli in casa, così la donna resta volentieri ad accudire il bimbo ferito, provando subito grande affetto per lui e per i fratelli. 
A sera torna a casa la madre dei bambini, che, dopo il racconto dell'accaduto, può solo ringraziare la donna per aver aiutato suo figlio e aver tenuto compagnia, a lui e a tutti gli altri.
È quindi giunto il momento di andare, lasciando i piccoli con la madre e tornare alla vita di sempre.

### Anna Magnani
- Regia: Luchino Visconti
- Sceneggiatura: Suso Cecchi D'Amico, Cesare Zavattini
- Fotografia: Gábor Pogány

Nel quinto episodio la protagonista è Anna Magnani, che interpreta se stessa all'epoca di quando si presentava nel teatro di rivista. Questa si sta recando a teatro in taxi, portando con sé il suo cane. In Piazza di Siena, a Villa Borghese, chiede al tassista di farla scendere e, al momento di pagare la corsa, questi le chiede una lira di supplemento per il trasporto del cane, considerato da lui un cane "non da grembo". L'attrice si ribella a quanto l'uomo sostiene, sicura che il suo cane sia "da grembo", e si rifiuta quindi di pagare il supplemento, come dice il regolamento. La discussione va avanti e la donna trascina il tassista prima da una guardia, poi in caserma, per dimostrare infine che è lui dalla parte del torto. All'arrivo in teatro, in ritardo, la Magnani si presenta cantando il famoso stornello romano "Com'è bello fa' l'amore quann'è sera".

## La critica
« È un esperimento di neorealismo zavattiniano, come Amore in città basato su una serie di ritratti di donna il più possibilmente sinceri e autentici, quasi autobiografici. In questo senso appaiono sostanzialmente riusciti gli episodi di Zampa e Rossellini, in cui la Miranda si confessa in pubblico e la Bergman è ripresa nell'intimità della casa, protagonista di una ridicola avventura con una vicina di casa. Drammatico l'episodio di Franciolini con la Valli, mentre un gustoso bozzetto quello di Visconti con la Magnani. Quest'ultimo anzi può essere inserito in una antologia dell'arte cinematografica, anche se il primo posto spetta all'episodio diretto da Rossellini per spregiudicatezza cinematografica..» Gianni Rondolino nel Catalogo Bolaffi del cinema italiano 1945/1955 Torino 1967.

## Incassi
Incasso accertato a tutto il 31 marzo 1959 Lit. 131.748.302